# La casa de Disney Junior
La casa de Disney Junior (anteriormente La casa de Playhouse Disney desde 2006 hasta 2010) fue una serie de televisión para niños iniciada en Disney Junior, creada por Julián Martín Boffa y presentada por Diego Topa y Muni Seligmann en Argentina y Fernando Soberanes y Liesl Lar en México. La serie empezó el 1 de abril de 2011 y terminó el 20 de mayo de 2012, aunque la cadena emitió repeticiones de los programas hasta febrero del 2013. Después de dos años la serie fue reemplazada por nuevas series llamadas Playground y Junior Express, próximas a estrenar en horario de mañana y tarde.

## Historia
Disney Junior empezó sus emisiones el día 14 de febrero de 2011 a las 7:00 AM en sustitución de Playhouse Disney, aunque conservó su orientación al público infantil.

## Programación
La programación de Disney Junior contiene programas infantiles y preescolares, empezando a las ocho de la mañana en el bloque matutino de Disney Channel hasta las 10 (de lunes a domingos). El bloque Disney Junior se dejó de emitir en Disney Channel el 3 de diciembre del 2012. En los canales independientes se transmite en horario continuo las 24 horas o con pausas en la noche. Así como series originales de Disney Junior, en el canal también se emiten series infantiles de terceras compañías y películas de Walt Disney Pictures.

## Teatro y música
La serie contaba con sus propios discos musicales (los cuales fueron ganadores de varios Globos de Oro y de Premios Gardel) que fueron interpretados por los mismos Topa y Muni.
Además durante las vacaciones de invierno y de verano, la serie fue llevada al teatro con distintas obras musicales dirigidas por Ariel Del Mastro.
- Datos: Q25407096